# Степање
Степање је насеље у Србији у општини Лајковац у Колубарском округу. Према попису из 2022. било је 374 становника.
Овде се налази Црква, стећак, спомен-чесма, надгробни споменик Василија Павловића и школа у Степању.

## Историја
Први помен села је забележен у турском попису (тефтеру) за хиџретску 934. годину, тј. 1527/1528. годину по садашњем рачунању времена.

Транскрибован на модерни турски, са османске арабице, унос са 244. странице тефтера TD 144 је гласио овако:
İstapanya  karye, Valyeva nahiye - Село Степање, Нахија Ваљево
Слово И додато је на почетак у складу са праксом вокалног турског језика да се додају самогласници тежим сугласничким групама, ради лакшег изговора. Слично је са градом Пећ у Метохији, на турском званим Ипек, или Скопљем, које је називано Ускуб. На исти начин је, у истом тефтеру, и суседни Словац записан као Исловац.

## Демографија
У насељу Степање живи 405 пунолетних становника, а просечна старост становништва износи 44,7 година (42,6 код мушкараца и 47,0 код жена). У насељу има 160 домаћинстава, а просечан број чланова по домаћинству је 3,04.
Ово насеље је великим делом насељено Србима (према попису из 2002. године), а у последња три пописа, примећен је пад у броју становника.
|  |

| Демографија | Демографија | Демографија |
| Година      | Становника  | Становника  |
| ----------- | ----------- | ----------- |
| 1948.       | 693         |             |
| 1953.       | 695         |             |
| 1961.       | 732         |             |
| 1971.       | 652         |             |
| 1981.       | 612         |             |
| 1991.       | 550         | 550         |
| 2002.       | 486         | 486         |

| Етнички састав према попису из 2002.‍ | Етнички састав према попису из 2002.‍ | Етнички састав према попису из 2002.‍ | Етнички састав према попису из 2002.‍ | Етнички састав према попису из 2002.‍ |
| ------------------------------------ | ------------------------------------ | ------------------------------------ | ------------------------------------ | ------------------------------------ |
|                                      |                                      |                                      |                                      |                                      |
| Срби                                 | Срби                                 |                                      | 482                                  | 99,17%                               |
| Хрвати                               | Хрвати                               |                                      | 1                                    | 0,20%                                |
| Македонци                            | Македонци                            |                                      | 1                                    | 0,20%                                |
| Бошњаци                              | Бошњаци                              |                                      | 1                                    | 0,20%                                |
| Југословени                          | Југословени                          |                                      | 1                                    | 0,20%                                |
| непознато                            | непознато                            |                                      | 0                                    | 0,0%                                 |

| Година пописа     | 1948. | 1953. | 1961. | 1971. | 1981. | 1991. | 2002. |
| ----------------- | ----- | ----- | ----- | ----- | ----- | ----- | ----- |
| Број домаћинстава | 134   | 135   | 155   | 159   | 164   | 161   | 160   |

| Број чланова      | 1  | 2  | 3  | 4  | 5  | 6  | 7 | 8 | 9 | 10 и више | Просек |
| ----------------- | -- | -- | -- | -- | -- | -- | - | - | - | --------- | ------ |
| Број домаћинстава | 39 | 42 | 24 | 19 | 15 | 13 | 4 | 2 | 2 | 0         | 3,04   |

| Пол    | Укупно | Неожењен/Неудата | Ожењен/Удата | Удовац/Удовица | Разведен/Разведена | Непознато |
| ------ | ------ | ---------------- | ------------ | -------------- | ------------------ | --------- |
| Мушки  | 216    | 70               | 127          | 16             | 3                  | 0         |
| Женски | 211    | 30               | 126          | 51             | 4                  | 0         |
| УКУПНО | 427    | 100              | 253          | 67             | 7                  | 0         |

| Пол    | Укупно                    | Пољопривреда, лов и шумарство | Рибарство                            | Вађење руде и камена | Прерађивачка индустрија       |
| ------ | ------------------------- | ----------------------------- | ------------------------------------ | -------------------- | ----------------------------- |
| Мушки  | 137                       | 41                            | 0                                    | 15                   | 36                            |
| Женски | 77                        | 40                            | 0                                    | 1                    | 13                            |
| УКУПНО | 214                       | 81                            | 0                                    | 16                   | 49                            |
| Пол    | Производња и снабдевање   | Грађевинарство                | Трговина                             | Хотели и ресторани   | Саобраћај, складиштење и везе |
| Мушки  | 0                         | 16                            | 5                                    | 2                    | 4                             |
| Женски | 0                         | 1                             | 9                                    | 2                    | 2                             |
| УКУПНО | 0                         | 17                            | 14                                   | 4                    | 6                             |
| Пол    | Финансијско посредовање   | Некретнине                    | Државна управа и одбрана             | Образовање           | Здравствени и социјални рад   |
| Мушки  | 0                         | 3                             | 3                                    | 0                    | 2                             |
| Женски | 0                         | 2                             | 1                                    | 0                    | 2                             |
| УКУПНО | 0                         | 5                             | 4                                    | 0                    | 4                             |
| Пол    | Остале услужне активности | Приватна домаћинства          | Екстериторијалне организације и тела | Непознато            | Непознато                     |
| Мушки  | 1                         | 0                             | 0                                    | 9                    | 9                             |
| Женски | 1                         | 0                             | 0                                    | 3                    | 3                             |
| УКУПНО | 2                         | 0                             | 0                                    | 12                   | 12                            |